# Zasłonak niebieskomiąższowy
Zasłonak niebieskomiąższowy (Cortinarius saturninus (Fr.) Fr.) – gatunek grzybów należący do rodziny zasłonakowatych (Cortinariaceae).

## Systematyka i nazewnictwo
Pozycja w klasyfikacji według Index Fungorum: Cortinarius, Cortinariaceae, Agaricales, Agaricomycetidae, Agaricomycetes, Agaricomycotina, Basidiomycota, Fungi.
Po raz pierwszy zdiagnozował go w 1821 r. Elias Fries nadając mu nazwę Agaricus saturninus. Obecną, uznaną przez Index Fungorum nazwę nadał mu ten sam autor w 1838 r., przenosząc go do rodzaju Cortinarius.
Synonimy:

- Agaricus saturninus Fr. 1821
- Cortinarius cohabitans P. Karst. 1878
- Cortinarius cohabitans P. Karst. 1878 var. cohabitans
- Cortinarius cohabitans var. urbicoides Bidaud & Fillion 2004
- Cortinarius saturninus (Fr.) Fr. 1838 var. saturninus
- Hydrocybe saturnina (Fr.) Ricken 1915
- Hydrocybe saturnina (Fr.) Ricken 1915 var. saturnina

Nazwę polską zaproponował Władysław Wojewoda w 2003 r., Andrzej Nespiak w 1981 r. opisywał ten gatunek jako zasłonak płonnoblaszkowy lub zasłonak ponury.

## Morfologia
Kapelusz
Średnica 2,5–7,5 cm, za młodu tępostożkowaty, potem kolejno dzwonkowaty, łukowaty, w końcu płaski z szerokim i tępym garbem. Powierzchnia gładka, matowa, jedwabiście błyszcząca. Jest higrofaniczny; w stanie suchym ochrowobrązowy, przy brzegach kremowy, w stanie wilgotnym o barwie od czerwonawej do kasztanowobrązowej.
Blaszki
Szerokie i do trzonu szeroko przyrośnięte, początkowo fioletowe, potem brązowożółte, w końcu ochrowobrązowe.
Trzon
Wysokość 4–8 cm, grubość 6–10 mm, walcowaty z maczugowatą podstawą, kruchy, pełny. Powierzchnia w górnej części różowofioletowa, w dolnej o barwie od różowawofioletowej do jasnobrązowej z białawymi włókienkami, u starszych okazów z białawą strefą pierścieniową.
Miąższ
Kremowy, na szczycie trzonu i nad blaszkami jasnofioletowy. Zapach korzenny, smak łagodny
Zarodniki
Wąsko elipsoidalne, umiarkowanie pokryte ostrymi brodawkowami, lekko dekstrynoidalne, o rozmiarach 8–9 (9,5) × 4,5–5 μm
Gatunki podobne
Zasłonak sztywny (Cortinarius rigens) ma promieniście popękany kapelusz i często nieco korzeniasty trzon.

## Występowanie i siedlisko
Znane są jego stanowiska głównie w Europie. Jest tutaj szeroko rozprzestrzeniony, nie podano jego stanowisk tylko w Europie Wschodniej i Południowo-wschodniej. Ponadto występuje w Kanadzie, na Alasce i Nowej Zelandii. W piśmiennictwie naukowym na terenie Polski do 2003 r. podano 7 stanowisk. Aktualne stanowiska tego gatunku w Polsce podaje internetowy atlas grzybów. Znajduje się na Czerwonej liście roślin i grzybów Polski. Ma status V – gatunek zagrożony wymarciem.
Rośnie na ziemi w lasach iglastych, mieszanych i liściastych, często wśród mchów. Szczególnie często spotykany pod świerkami, sosnami, brzozami, osikami i wierzbami.
Grzyb niejadalny.